# Bartolomé Ortiz de Rozas
Bartolomé Ortiz de Rozas y García de Villasuso (1689-1750) fue un noble español, Caballero de la Real Orden de Santiago, Comisario General de la Guardia Real. y procurador general del Valle de Soba.

## Biografía
Bautizado el 4 de septiembre de 1689 en la villa de Rozas (Santander), era hijo de Urbano Ortiz de Rozas Fernández de Soto y Isabel García de Villasuso Sainz. Se casó en Madrid el 2 de junio de 1713 con Antonia Rodillo de Brizuela, de distinguida familia, con quien tuvo a Domingo Ortiz de Rozas y Rodillo, Capitán de Granaderos de Buenos Aires y fundador del linaje Ortiz de Rozas en el Río de la Plata.
Ingresó a la Real Orden de Santiago en 1737. Su hermano Domingo Ortiz de Rozas, I conde de Poblaciones, sirvió como Capitán general de Chile entre 1746 y 1755.